# In the Mind of Jamie Cullum
In the Mind of Jamie Cullum è una compilation realizzata da Jamie Cullum in collaborazione con diversi artisti:

## Tracce
1. Nina Simone - I Think It's Gonna Rain Today
2. Luiz Bonfá - Perdido de Amor
3. Mark Murphy - Stolen Moments
4. Jamie Cullum - I'd Probably Do It Again
5. Laurent Garnier - Acid Eiffel
6. Quasimoto - Jazz Cats Pt. 1
7. Charles Mingus - Fables of Faustus
8. Jamie Cullum - After You've Gone
9. Donovan - Get Thy Bearings
10. Elbow - Station Approach
11. Cinematic Orchestra - All Things to All Men
12. Herbie Hancock - Nobu
13. Roni Size - Brown Paper Bag
14. Clipse & Pharrell - Mr Me Too
15. The Bad Plus - Flim
16. Polyphony & Stephen Layton - Sleep